# Lago Żarnowieckie
Il lago Żarnowieckie è un lago della Polonia.